# Salenthal
Salenthal  é uma ex-comuna francesa na região administrativa de Grande Leste, no departamento do Baixo Reno. Estendeu-se por uma área de 1,35 km². Em 2010 a comuna tinha 221 habitantes (densidade: 163,7 hab./km²).
Em 1 de janeiro de 2016 foi fundida com as comunas de Allenwiller, Birkenwald e Singrist para a criação da nova comuna de Sommerau.